# Gas de síntesi

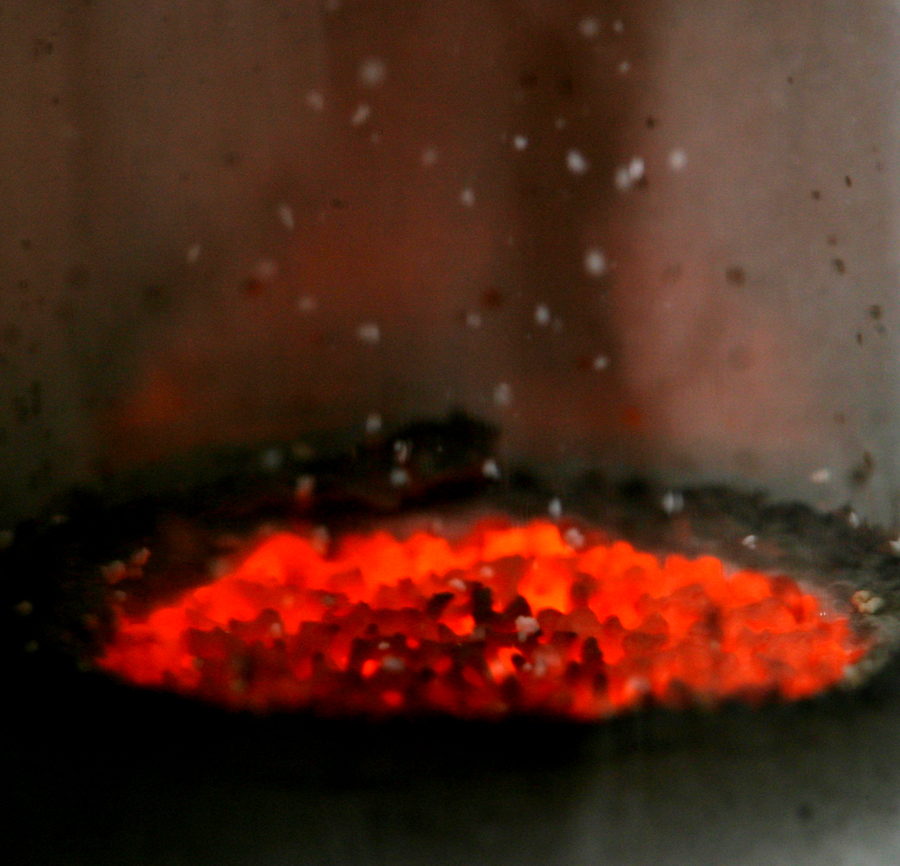
Partícules de cel·lulosa de 300 μm de diàmetre a alta temperatura que produeixen gas de síntesi.

El gas de síntesi és la mescla gasosa d'hidrogen H2 i monòxid de carboni CO, en proporcions variables, i amb un 20 % aproximadament de gasos inerts, generalment nitrogen N2, o diòxid de carboni CO2. És un gas combustible que s'obté a partir de substàncies riques en carboni (hulla, carbó, carbó de coc, nafta, biomassa) sotmeses a alta temperatura.
La major part del gas de síntesi obtingut a la indústria es destina a la producció d'hidrogen. De tot l'hidrogen produït, aproximadament el 70 % s'empra en la síntesi d'amoníac i el 30 % restant utilitza en els processos d'hidrotractament que es duen a terme a les refineries. Després de la producció d'H2, el gas de síntesi es fa servir principalment per a la síntesi de metanol CH3OH i per a la producció d'hidrocarburs líquids a través del procés Fischer-Tropsch i reaccions relacionades. Altres aplicacions són la producció d'alcohols i aldehids de cadena llarga, per mitjà de la reacció del gas de síntesi amb olefines (reacció d'hidroformilació), i la síntesi d'un gran nombre de composts químics, com a formaldehid, àcid acètic, etanol, etilè o etilenglicol, entre d'altres, per la reacció de metanol amb CO (carbonilació) o amb gas de síntesi. A més, una petita proporció de la producció total de gas de síntesi es destina a la generació d'electricitat, principalment a través de la gasificació integrada en cicle combinat.

## Història

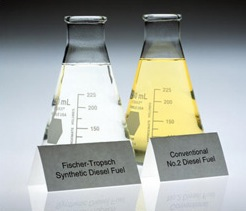

La utilitat del gas de síntesi com a combustible es fe evident a Alemanya durant la Segona Guerra Mundial, quan la manca de gasolina afectava el transport tant per a fins militars com civils. En aquell moment, se sabia que el carbó podia ser convertit en hidrocarburs líquids mitjançant el procés de Bergius, desenvolupat pel químic alemany Friedrich Bergius (1884-1849), o mitjançant la reacció Fischer-Tropsch (FT), desenvolupada pels químics alemanys Franz Fischer i Hans Tropsch. En el procés de Bergius, els hidrocarburs líquids es produeixen mitjançant la hidrogenació de pols de carbó a alta temperatura i pressió. En la reacció FT, una mescla de monòxid de carboni CO i hidrogen H2 es converteix en hidrocarburs líquids a temperatura elevada i pressió normal o elevada en presència d'un catalitzador d'òxid de ferro magnètic. El gas de síntesi produït per síntesi FT tengué un paper crític en satisfer les necessitats de combustible a Sud-àfrica a la dècada de 1950.
Avui en dia, la majoria del gas de síntesi es genera mitjançant la conversió tèrmica de biomassa per gasificació, particularment mitjançant la reformació amb vapor de metà CH4 o per oxidació parcial:
{\displaystyle \mathrm {CH_{4}\,+\,H_{2}O\longrightarrow CO\,+\,3\,H_{2}} }
A altes temperatures i en presència de vapor o oxigen, la gasificació converteix materials que contenen carboni en hidrogen, monòxid de carboni i diòxid de carboni, sense necessitat de combustió. La taxa de conversió de biomassa rica en hidrogen i monòxid de carboni en gas de síntesi pot superar el 99 %. Tot i això, després de la producció, el gas de síntesi ha de ser netejat de materials nocius, com el clorur d'hidrogen i el goudron de carbó. El gas de síntesi net es pot cremar com el gas natural, amb una part destinada a alimentar la planta de gasificació i la resta a ser venuda a companyies d'energia, que també l'utilitzen principalment per a produir electricitat.
El gas de síntesi és una forma d'energia atractiva per diverses raons. En particular, és renovable, està associat amb emissions de carboni reduïdes en relació amb altres tecnologies de generació d'energia i pot convertir eficaçment residus problemàtics en combustible. No obstant això, els nivells d'hidrogen i la presència d'humitat i goudrons en els components inicials per a la gasificació poden ser problemàtics. El gas d'hidrogen és altament combustible, més que altres combustibles utilitzats per alimentar motors de combustió interna. Per tant, per funcionar amb gas de síntesi, aquests motors han de ser modificats per minimitzar el risc de fenòmens com la preignició i els retrocessos, i, fins i tot amb aquestes modificacions, la potència del motor pot veure's reduïda significativament.
Al llarg de la història, segons els diferents mètodes de producció, les diferents aplicacions i composicions el gas de síntesi ha rebut noms particulars.

### Gas de l'enllumenat o gas de ciutat

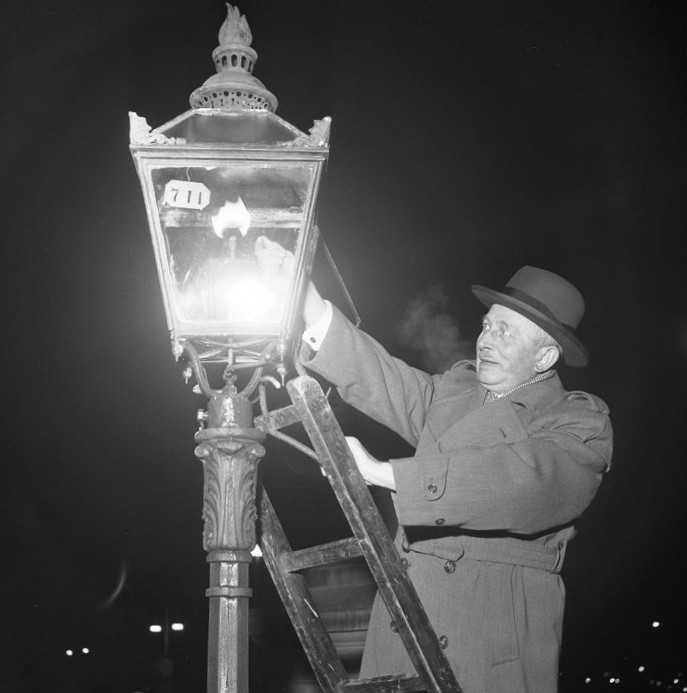
Encesa d'un fanal de gas de l'enllumenat.

El gas de l'enllumenat, gas de ciutat o gas d'hulla, es produeix per piròlisi de l'hulla en absència d'aire i a alta temperatura (1 200-1 300 °C), o bé, per piròlisi del lignit a baixa temperatura. En aquests casos s'obté carbó de coc (hulla) o semicoc (lignit) com a residu, que s'usa com a combustible encara que no serveix per a la indústria del ferro. Aquest gas fou fet servir com a combustible per a l'enllumenat públic (llum de gas) al pas del segle xix al segle xx. Conté un 45 % d'hidrogen, 35 % de metà, 8 % de monòxid de carboni i altres gasos en menor proporció.
També es pot produir a partir de l'oxidació de petroli o algun derivat (fueloil, nafta) mitjançant vapor d'aigua i aire. S'ha d'eliminar el sofre per evitar la corrosió, i també el monòxid de carboni per la seva toxicitat. Ha estat reemplaçat pel gas natural i els gasos liquats del petroli (GLP, com butà o propà) per a tota mena de fins, ja que aquest té un poder calorífic doble.

### Gas d'aigua o gas blau
El gas d'aigua s'obté fent passar vapor d'aigua sobre coc a alta temperatura. La seva flama és de color blau pel que també es diu gas blau. Aquest gas es pot transformar en metanol o alcans, emprant catalitzadors heterogenis apropiats. Aquesta reacció és fortament endotèrmica pel que requereix temperatures molt altes.

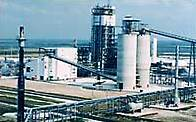
Planta de gasificació de carbó a Tampa, per produir hidrogen i electricitat.

{\displaystyle {\ce {C(s) + H2O(g) -> CO(g) + H2(g)}}}

### Gas pobre

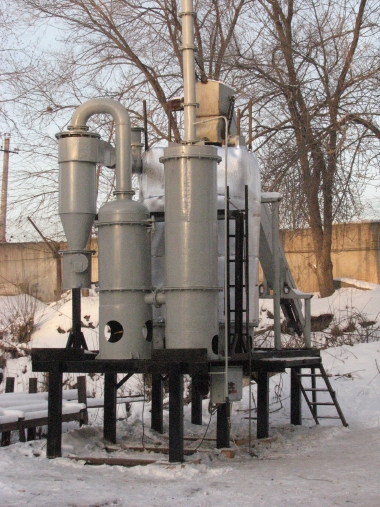
Generador de gas a partir de fuel-oil.

El gas pobre es produeix fent passar alternativament vapor d'aigua i aire sobre carbó incandescent (alternança de dolls de vapor i aire), i és una barreja dels dos mètodes anteriors. La composició és al voltant d'un 33 % de CO, 64 % de N2, 1 % de CO2 i 2 % d'H2, i a vegades també CH4. Quan el llit de coc s'ha refredat a una temperatura a la qual la reacció endotèrmica ja no pot continuar, el vapor d'aigua és reemplaçat per un raig d'aire. La formació inicial de diòxid de carboni (exotèrmica) augmenta la temperatura del llit de coc i va seguida per la reacció endotèrmica en la qual aquest CO2 es converteix en monòxid de carboni CO. La reacció global és exotèrmica, originant «gas pobre». L'oxigen pur pot substituir a l'aire per evitar l'efecte de dilució, i en aquest cas el poder calorífic és més alt. Les reaccions són:
{\displaystyle {\ce {C(s) + O2(g) -> CO2(g)}}}{\displaystyle {\ce {2C(s) + O2(g) -> 2CO(g)}}}{\displaystyle {\ce {C(s) + CO2(g) -> 2CO(g)}}}{\displaystyle {\ce {C(s) + H2O(g) -> CO(g) + H2(g)}}}{\displaystyle {\ce {CO(g) + H2O(g) -> CO2(g) + H2(g)}}}

### Altres
- Gas de coc o gas de coqueria: S'obté per escalfament intens i lent de l'hulla (hulla greixosa) amb una combinació d'aire i vapor, a alta temperatura, en les coqueries. A part del carbó de coc sòlid fabricat, de gran interès per a la indústria siderúrgica i la síntesi química de l'acetilè, es forma un gas que conté hidrogen, monòxid de carboni, nitrogen i diòxid de carboni).[9]

- Gas de generador de gasogen o gas de fusta: S'obté fent passar aire a través d'una capa gruixuda de grànuls de carbó o de coc incandescent. A major temperatura, major proporció de monòxid de carboni i menor proporció de diòxid de carboni.[10] Té escàs poder calorífic, molt menor que el gas d'aigua, degut principalment a la dilució amb el nitrogen atmosfèric.

- Gas d'aigua carburat: S'obté barrejant gas d'aigua amb petroli gasificat en un carburador. Té un poder calorífic més alt que els anteriors.[11]

- Gas natural sintètic: Combustible que es fabrica a partir del carbó, del petroli o dels seus derivats, per mètodes moderns, diferents dels processos clàssics ja comentats:
  - Reformatat de gas natural amb vapor d'aigua.
  - Reformatat d'hidrocarburs líquids per produir hidrogen.
  - Gasificació del carbó,[12] de la biomassa, i d'alguns tipus de residus en instal·lacions de gasificació.
  - Gasificació integral en cicle combinat

## Utilització del gas de síntesi

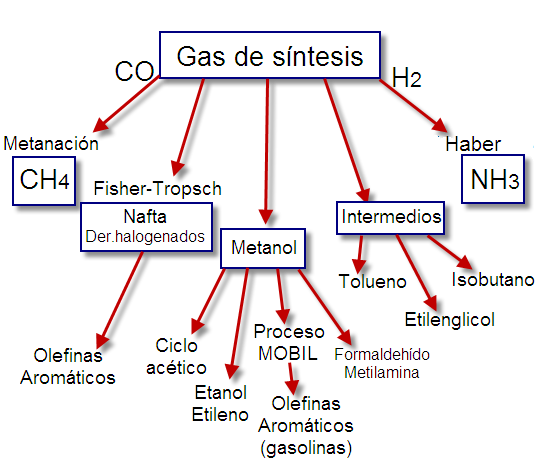
Aplicacions del gas de síntesi.

El gas de síntesi pot ser utilitzat en el procés Fischer-Tropsch per produir gasoli, o convertir-se en metà i en dimetilèter en processos catalítics.

### Procés de Fischer-Tropsch
El procés Fischer-Tropsch és la reacció de productes intermedis de combustió o gas de síntesi per la generació de combustibles líquids (alcans, alquens i/o alcohols) i ceres. La reacció ocorre en un medi catalitzat i pot ser duta a terme en fase líquida, fase vapor o fase mixta líquid-vapor. L'interès actual en aquesta tecnologia és la possibilitat d'obtenir fracció dièsel a partir de carbó o gas natural, el que és un pas intermedi entre la dependència del petroli i el futur de l'hidrogen.
{\displaystyle \mathrm {nCO+(2n+1)H_{2}=C_{n}H_{2n+2}+nH_{2}O} }{\displaystyle \mathrm {nCO+(2n)H_{2}=C_{n}H_{2n}+nH_{2}O} }

### Síntesi de metanol
El monòxid de carboni i l'hidrogen reaccionen amb catalitzador per produir metanol. Avui en dia, el que més es fa servir és una mescla de coure, òxid de zinc i alumini. A 5–10 MPa (50–100 atm) i 250 °C la reacció és:
{\displaystyle {\ce {CO(g) + 2 H2(g) -> CH3OH(g)}}}

### Obtenció de gas natural sintètic
El nom gas de síntesi prové del seu ús com a intermediari en la creació de gas natural sintètic (GNS) i altres composts.{\displaystyle {\ce {CO + 3 H2 <=> CH4 + H2O}}}{\displaystyle {\ce {CO2 + 4 H2 <=> CH4 + 2 H2O}}}

### Síntesi d'amoníac
Quan aquest gas s'utilitza com a producte intermedi per a la síntesi industrial d'hidrogen a gran escala (utilitzat principalment en la producció d'amoníac NH3), també es produeix a partir de gas natural (a través de la reacció de reformat amb vapor d'aigua) la manera següent:
{\displaystyle CH_{4}\,+\,H_{2}O\longrightarrow CO\,+\,3\,H_{2}}
Per tal de produir més hidrogen a partir d'aquesta barreja, s'afegeix més vapor i així es produeix el desplaçament de la reacció del gas d'aigua:
{\displaystyle CO\,+\,H_{2}O\longrightarrow CO_{2}\,+\,H_{2}}
L'hidrogen ha de separar-se del CO2  per poder emprar-lo. Això es realitza principalment per adsorció per oscil·lació de pressió (PSA), neteja de les amines produïdes i l'ús de reactors de membrana.

### Tractament posterior
Si el gas de síntesi és tractat posteriorment mitjançant processos criogènics per a la seva liquació, cal tenir en compte que aquesta tecnologia té grans dificultats en la recuperació del monòxid de carboni pur si estan presents volums relativament grans de nitrogen, pel fet que el monòxid de carboni i el nitrogen posseeixen punts d'ebullició molt similars que són -191,5° C i -195,79° C, respectivament. Algunes tecnologies de processament eliminen selectivament el monòxid de carboni per complexació/descomplexació del monòxid de carboni amb clorur d'alumini cuprós (CuAlCl4 ), dissolt en un líquid orgànic com el toluè. El monòxid de carboni purificat pot tenir una puresa superior al 99%, el que el converteix en una bona matèria primera per a la indústria química. El gas residual del sistema pot contenir diòxid de carboni, nitrogen, metà, età i hidrogen. Aquest gas residual pot ser processat en un sistema d'adsorció per oscil·lació de pressió per eliminar l'hidrogen, i aquest hidrogen pot ser recombinat en la proporció adequada juntament amb monòxid de carboni per a la producció catalítica de metanol, dièsel pel procés de Fischer-Tropsch, etc. La purificació criogènica (condensació fraccionada), que requereix molta energia, no és molt adequada per a la fabricació de combustible, simplement perquè el guany d'energia neta és molt reduït.